# Lista över avsnitt av The Inbetweeners
Detta är en lista över avsnitt av den brittiska komediserien The Inbetweeners som gick på den brittiska TV-kanalen E4 från 2008 till 2010.

## Handling
The Inbetweeners handlar om fyra tonåringar och deras vardag i en typisk förort till London. I centrum står Will, som i första avsnittet precis har lämnat sin privatskola eftersom hans far lämnat familjen vilket medfört ekonomiska problem. På den nya skolan, Rudge Park Comprehensive School, stöter han genast på problem. Will har tidigare haft en del problem med det sociala spelet, och har även blivit mobbad. Den här gången lyckas han ganska omgående stifta ny bekantskaper, en grupp om tre pojkar, Simon, Jay och Neil.

## Översikt
| Serie | Serie | Avsnitt | Avsnitt | Originalvisning       | Originalvisning      |
| Serie | Serie | Avsnitt | Avsnitt | Första sändningsdatum | Sista sändningsdatum |
| ----- | ----- | ------- | ------- | --------------------- | -------------------- |
|       | 1     | 6       | 6       | 1 maj 2008            | 29 maj 2008          |
|       | 2     | 6       | 6       | 2 april 2009          | 7 maj 2009           |
|       | 3     | 6       | 6       | 13 september 2010     | 18 oktober 2010      |

## Avsnittslista

### Säsong 1: 2008
| Avsnitt totalt | Avsnitt säsong | Titel                    | Regisserad av   | Skriven av                 | Sändningsdatum | Antal milj. tittare (Storbritannien) |
| --- | -------------- | ------------------------ | --------------- | -------------------------- | -------------- | ------------------------------------ |
| 1 | 1              | "First Day"              | Gordon Anderson | Damon Beesley, Iain Morris | 1 maj 2008     | 0,32                                 |
| Will McKenzie tvingas börja på en kommunal skola istället för en privatskola, då hans mamma Polly har ekonomiska problem efter en skilsmässa. Wills första dag består mestadels av hån från andra elever på skolan eftersom han är vältalig och bär portfölj, även från den arroganta Mr Gilbert, som tvingar Will och de andra nya eleverna att bära stora färgglada märken då de introducerar sig. Mr Gilbert tvingar en annan elev, Simon Cooper, att visa runt Will i skolan, mycket till Simons irritation. När han följer med Simon, möter Will även Simons vänner, Jay Cartwright och Neil Sutherland, och bestämmer sig för att senare delta i en studentträff på den lokala puben The Black Horse. För att försöka imponera på sina kompisar den kvällen, försöker Will att illegalt köpa alkohol, men pojkarna inser snart att de istället är på The Black Bull, minuter efter att han äntligen lyckats köpa dem alla cider tack vare en annan person på puben. När de sedan går iväg till rätt pub försöker Will återigen att beställa alkohol, men måste då legitimera sig. Will tappar humöret och informerar bartendern om att alla besökare är minderåriga, och har falska ID:n, vilket gör att alla blir utkastade. Trots att Simon blir vän med Will tycker de andra studenterna inte om honom alls, särskilt inte skolans psykopat Mark Donovan. |                |                          |                 |                            |                |                                      |
| 2 | 2              | "Bunk Off"               | Gordon Anderson | Damon Beesley, Iain Morris | 1 maj 2008     | 0.36                                 |
| Efter en månad i kommunal skola har Will fått tre vänner - Simon, Jay och Neil - och de kommer överens om att försöka skolka. På morgonen ringer Simon skolkontoret och låtsas vara sin mamma och säger att Simon och Will båda har matförgiftning, men skickas direkt till Gilbert som genast inser att det är Simon som imiterar en kvinnlig röst. Killarna köper sedan alkohol, Will går in i en spritbutik klädd i Simons fars kostym för att verka vuxen. Trots att expediten inte låter sig luras av förklädnaden, låter han Will köpa alkohol om han går därifrån direkt efteråt. Killarna går hem till Neils hus och börjar dricka. Kort efter kommer Neils far Kevin tillbaka tidigare än förväntat med en snickare. En berusad Will hånar Kevins reaktion, och anspelar på Kevins (påstådda) dolda homosexualitet - vilket resulterar i att Simon och Jay kastas ut medan Neil hålls kvar för att straffas. Simon, som ännu är full, inser sedan att han älskar Carli D'Amato, sin barndomsförälskelse och spraymålar hennes uppfart som en romantisk gest. Carli ber sedan Simon att komma över samma kväll, då hennes föräldrar är ute. Jay hävdar att tjejer blir imponerade av att killar är fulla, och rekommenderar att han blir ännu mer full. Efter att Simon spytt i köket, och Will berättat om terrorister för Carlis 7-årige bror Chris går killarna hemåt. Väl vid huset väntar Polly, Kevin, Alan och Simons mamma Pamela på dem, och skäller ut dem, något som sedan slutar med ett gott skratt. Nästa dag i skolan konfronterar Mr Gilbert de fyra pojkarna, och Simon och Will skickas till rektorn.                                                         |                |                          |                 |                            |                |                                      |
| 3 | 3              | "Thorpe Park"            | Gordon Anderson | Damon Beesley, Iain Morris | 8 maj 2008     | 0.31                                 |
| Simon håller på att ta körkort, men är övertygad om att han kommer att kugga första gången. Will, Jay och Neil diskuterar optimistiskt möjligheterna. En i gruppen äger en bil, och de bestämmer sig för besöka nöjesparken Thorpe Park, där Neil arbetar. Simons test bedöms av en kvinnlig examinator som försöker lugna honom med hjälp av sexuella hjälpmedel. Simon anar oråd, men klarar uppkörningen. Som belöning köper hans pappa honom en gammal gul Fiat Cinquecento Hawaii, som Simon avskyr, men så småningom hämtar han upp Will och Jay och kör dem till Thorpe Park. Väl framme går bilens ytterdörr av när Jay öppnar den. De blir tvungna att bära bildörren runt parken, där de så småningom träffar Neil som arbetar som maskot. Neil blir stucken av en geting i sin dräkt, och väl ute ur dräkten tar han med gruppen till Nemesis Inferno, där de länge väntar på de bästa platserna, bara för att få veta att det inte finns tillräckligt med plats för hela gruppen längst fram. Will förolämpar dem som sitter bredvid, men inser sedan att de kommer från "Happy Foundation", en välgörenhetsorganisation för människor med Downs syndrom. Efter åkturen återvänder de till bilen, som blivit vandaliserad av samma grupp som de förolämpade. Simon tvingas att ringa sin far för hjälp. |                |                          |                 |                            |                |                                      |
| 4 | 4              | "Will Gets a Girlfriend" | Gordon Anderson | Damon Beesley, Iain Morris | 15 maj 2008    | 0.44                                 |
| Gruppen går på en fredagsfest, och otroligt nog blir Charlotte Hinchcliffe, den mest attraktiva och populära tjejen i skolan, attraherad av Will. Det övergår till petting, men avbryts när Charlottes psykopatiska ex-pojkvän Mark Donovan dyker upp. Charlotte tvingar honom att gå och säger att deras förhållande är över. Nästa dag, när Charlotte börjar prata om ämnet sex, ljuger Will om hur många tjejer han har haft sex med. Hon föreslår att de ska träffas för att ha sex. Will skryter för gruppen om detta, men Simon förklarar för honom att Charlotte självklart bara använder honom för att ge igen mot Donovan, vilket leder Will blir irriterad och går iväg. Wills brist på erfarenhet framgår tydligt ju mer det fortsätter, och Charlotte lämnar slutligen idén om att de ska ha sex. Nästa dag i skolan, efter att Neil får en date med den yngre nördiga tjejen Susie på skolans blinddejtevent för välgörenhet, blir Will dumpad inför hela skolan när Charlotte plötsligt deltar i evenemanget i ett försök att hitta en sexuellt erfaren ny älskare. Will rusar hem i tårar, och hans mamma tröstar honom. Senare kommer Simon och Jay på besök för att göra honom glad, då de ska se Neil på hans blinddejt med Susie. Susie avslöjas att vara runt tretton år gammal, vilket innebär att han måste gå till en snabbmatsrestaurang med henne medan de är övervakade av hennes föräldrar. Under hela avsnittet skämtas det upprepade gånger om att Jay har en vän utanför gruppen som han säger hej då till med två tummar upp. Jay hoppar sedan på sin väns motorhuv, och skriker att han inte är hans vän, medan Neil och Simon tittar chockat på honom. |                |                          |                 |                            |                |                                      |
| 5 | 5              | "Caravan Club"           | Gordon Anderson | Damon Beesley, Iain Morris | 22 maj 2008    | 0.43                                 |
| Efter Jays berättelser om garanterad sex på husvagnsklubben, som hans familj är medlemmar i, uppmanar han motvilligt gruppen att komma till klubben själva, eftersom de avfärdar det som lögner. På campingen äter gruppen middag med Jays föräldrar, men blir avbrutna av Jays far Terry som pruttar högt i närheten av matbordet. De går senare iväg till huvudbyggnaden för en kvällsfest, som visar sig vara ett diskotek i en liten lada. Will får kontakt med en flirtig punktjej som kysser honom och föreslår att de ska ha sex tillsammans. Han förlorar sin chans när han ska glida över golvet i bara strumporna, och ett par barn stjäl Wills skor. Under tiden försöker Simon, efter några flörtiga SMS, få till det med Becky, en tjej som Jay hävdar att han upprepade gånger haft sex med. När de går ut och han tar av sig byxorna, blir hon chockad, och går in och berättar för sina föräldrar. Simon konfronterar ilsket Jay för sina lögner och de lämnar festen tillsammans med Will. Följande morgon stöter trion på Neil, som de inte kunde hitta kvällen innan. Neil säger att han sov i Simons bil och på motorvägen hem avslöjar han att han tillbringade natten i bilen med punkflickan som runkat av honom ett flertal gånger, vilket förklarar varför sätena är våta. |                |                          |                 |                            |                |                                      |
| 6 | 6              | "Xmas Party"             | Gordon Anderson | Damon Beesley, Iain Morris | 29 maj 2008    | 0.42                                 |
| Det är slutet på Wills första termin och han har blivit vald som ordförande för julfesten. Det visar sig sedan att han varit den enda sökande. Han övertalar Simon, Jay och Neil till att hjälpa honom, men Jay hjälper endast till för att få vara DJ. När Will senare försöker diskutera festplanerna med resten av eleverna kontaktas han av mobbaren Mark Donovan, som hotar honom med våld om han går nära Charlotte under festen. På festen försöker Simon att imponera på Carli, då han arrangerar en plan med Jay att stoppa musiken så att han kan bekänna sin kärlek för henne. En berusad Neil försöker att kyssa biologiläraren, Fröken Timms, som är känd bland många studenter för att vara attraktiv. Will träffar även på Charlotte under festen, och Donovan dyker då upp och hotar Will, men alla gäster står upp för Will på grund av allt hårt arbete han gjort, och kräver att Donovan lämnar honom ifred. Efter festen funderar gruppen på den senaste tiden. Simon och Neil berömmer båda Wills arbete för festen, och inser att Charlotte aldrig var med honom bara för att ge igen på Donovan. Jay dyker upp och berättar för gruppen att han just fått ett blowjob i DJ-båset, men det visar sig istället att vara ett "handjobb utanför byxorna". |                |                          |                 |                            |                |                                      |

### Säsong 2: 2009
| Avsnitt totalt | Avsnitt säsong | Titel                          | Regisserad av | Skriven av                  | Sändningsdatum | Antal milj. tittare (Storbritannien) |
| --- | -------------- | ------------------------------ | ------------- | --------------------------- | -------------- | ------------------------------------ |
| 7 | 1              | "The Field Trip"               | Ben Palmer    | Damon Beesley, Iain Morris  | 2 april 2009   | 1.21                                 |
| När den nya terminen börjar i januari åker killarna på en studieresa i geografi och sociologi till Swanage, där Jay hävdar att en berömd MILF har sex med en elev från resan vid varje tillfälle. Trots att Neil själv inte studerar något av ämnena får han följa med för att hjälpa Mr. Kennedy, en påstådd pedofil som dras till Neil. De kommer tidigt för att få bra platser på bussen, men får snabbt flytta sig när Mark Donovan anländer. Will hamnar bredvid den vackra nya tjejen Lauren Harris, som han omedelbart dras till. Lauren är dock inte intresserad av honom, utan faller istället för Simon, delvis på grund av Wills sociala osmidighet och svartsjuka. Jay och Neil försöker hitta den påstådda MILF:en genom att ställa frågor till slumpmässiga kvinnor som tror de medverkar i en skolundersökning. Simon och Lauren bestämmer en träff under sin lediga dag i Swanage, men Simon lyckas bli dubbelbokad då även Carli vill stämma träff. Will erbjuder sig då att ta ut Lauren på en båt, som han hyrt på eftermiddagen. Innan Lauren anländer dyker resten av grabbarna upp, och vill åka en kort tur i båten, trots att Will till en början vägrar. Efter flera olyckliga incidenter på båten faller Simon i vattnet och killarna tvingas tillkalla räddningspersonal. Lauren lämnar skolan då hon flyttar från området. |                |                                |               |                             |                |                                      |
| 8 | 2              | "Work Experience"              | Ben Palmer    | Damon Beesley, Iain Morris  | 9 april 2009   | 1.18                                 |
| Det är Alla hjärtans dag och Jay visar ett antal kort som han fått, var och en med sexuella meddelanden inuti, vilka Will och Simon omedelbart misstänker är falska, eftersom alla har samma handstil som Jay. Simon får emellertid ett äkta kort från en tjej i årskursen under, men han är rädd att Carli ska få reda på det. Will träffar Charlotte, som han skickat ett kort och en bukett blommor till, och hon bjuder in honom som date på ett disco som hon kommer att övervaka. Mr. Gilbert meddelar varje elevs praktikplats - Jay och Simon blir placerade på Jays fars maskinuthyrningsfirma, medan Wills begäran om att bli placerad på den lokala tidningen blandas ihop med Neils begäran att arbeta i en verkstad. Gilbert vägrar att byta platser på grund av hans motvilja mot Will. Will är således tvungen att gå till garaget och utvecklar omedelbart ett negativt förhållande till sina arbetskamrater efter att ha påtalat att arbetet är "smutsigt" och "inte akademiskt". Mekanikerna kastar sedan Will i en sjö. När de senare får höra om Wills potential med kvinnor, låtsas Will att Charlotte är hans flickvän och berättar lögner om hur han bland annat hade sex med henne och avslöjar att han kommer att träffa henne på discot. På discot möter Simon tjejen som skickade honom ett Alla hjärtans Dag-kort, Hannah Fields, som i hemlighet erbjuder honom alkohol, och senare börjar kyssa honom och ge honom ett "handjob". Det får ett abrupt slut då Simon attackeras av en yngre elev, Danny Moore, som Simon oavsiktligt stötte ihop med dagen innan. Danny knuffar ner Simon på golvet och sparkar honom i magen innan han eskorteras ut av vakter. Hannah blir generad över att Simon blev slagen av ett mycket yngre elev och bestämmer sig för att lämna festen. Wills kollega från verkstaden dyker upp och berättar för Charlotte vad Will sagt om henne, något hon inte alls gillar. Avsnittet slutar på toaletten, där killarna gömmer sig för Danny och hans kompisar. Wills mamma kommer och hämtar gruppen, något som meddelas i högtalarsystemet, och alla på diskot bryter ut i skratt. |                |                                |               |                             |                |                                      |
| 9 | 3              | "Will's Birthday"              | Ben Palmer    | Damon Beesley, Iain Morris  | 16 april 2009  | 1.05                                 |
| Jay visar ett flygblad för en fest hos Louise Graham, vilket får resten av gruppen att tro att de äntligen har blivit inbjudna till sin första fina fest. Jay berättar att han stal inbjudan från en kvinnlig elevs väska och föreslår att de försöker smyga in. Festen är dock samma kväll som Wills sofistikerade födelsedagsmiddag och han övertalar slutligen sina vänner att hans middag är viktigare än festen. Killarna försöker allihop att hitta dejter till Wills middag, men märker att de flesta av de populära tjejerna ska gå på Louises fest, inklusive Wills kärleksintresse, Charlotte. Simon måste ta hand om sin franska utbytesstudent Patrice, som hans föräldrar insisterar på att han tar med på middagen. Gruppen bestämmer sig att försöka gå på Louises fest ändå. Louise vägrar att släppa in dem eftersom de inte har blivit bjudna, men attraheras av Patrice och bjuder in honom, samtidigt som hon stänger ute de andra. Killarna försöker då klättra över staketet, utom Will som kryper igenom ett hål (med hundbajs) för att komma in på tomten. Will hittar senare Charlotte på övervåningen, och blir chockad när han upptäcker att Patrice har sex med henne. |                |                                |               |                             |                |                                      |
| 10 | 4              | "A Night Out in London"        | Ben Palmer    | Damon Beesley, Iain Morris  | 23 april 2009  | 1.02                                 |
| Will bestämmer sig för att de behöver bättra på sitt sociala rykte genom att gå på nattklubb i centrala London. Jay och Neil är med på idén, men Simon är ovillig att köra dit, då han är orolig över farorna med London sent på kvällen. Han går sedan med på att åka, då Neil säger att han har en bil och gärna kör till London. Simon stöter ihop med Carli och hennes vän Rachel, som också ska gå på nattklubb i London samma kväll. Neil visar sin nya bil, och informerar sedan att den inte har någon motor. Neil trodde att planen var att han skulle köra Simons bil, trots att han inte var försäkrad för att göra det. Det slutar med att Simon får köra gruppen till London, eftersom han är spänd på att träffa Carli. Efter att ha letat efter en parkeringsplats i över en timme parkerar de framför en utfart där man inte får parkera, men Jay insisterar att reglerna är olika på helgerna. Vid ankomsten till klubben nekas Simon att komma in på grund av att han har sneakers på sig. Som en desperat lösning bestämmer han sig för att byta sina nya sneakers mot en hemlös mans urinstinkande skor. Neil tillbringar lång tid på toaletten för att försöka lindra smärtan på sitt ollon, då han skar sig på en burk som han urinerade i på vägen dit. Han slängs ut ur klubben efter att ha misstänkts för att onanera. Resten av gruppen bestämmer sig då för att lämna klubben. När de återvänder till Simons bil märker de att ägaren till porten satt ett hjullås på den, och vill ha 200 pund för att ta bort det, då deras felparkerade bil hindrat honom från att använda sin van i sitt arbete. Simon får ringa sin far och be om hjälp, då ingen av killarna har 200 pund. |                |                                |               |                             |                |                                      |
| 11 | 5              | "The Duke of Edinburgh Awards" | Ben Palmer    | Damon Beesley, Iain Morris  | 30 april 2009  | 1.21                                 |
| Will blir stolt att Mr. Gilbert valt honom till att leda skolans Duke of Edinburgh Award-system, trots att Mr. Gilbert hävdar att den enda anledningen till att han valdes är att han är oskuld. Will övertalar motvilligt gruppen att hjälpa till, och de hamnar senare på ett äldreboende, där hans tidigare barnvakt Daisy jobbar. Han övertygar henne att gå på en date med honom efter att han skriver upp gruppen på flera av hennes skift så att hon kan delta i sin närmaste väns möhippa. Simon kan dock inte längre ingå i volontärprogrammet, men Jay går med på att täcka Simons skift, men bara om han får betalt för det, vilket Will motvilligt går med på. Då Will varit uppe hela natten och täckt Daisys skift ensam, somnar han i skolan nästa dag. Jay och Neil tar tillfället i akt att lägga hårborttagningskräm i Wills byxor, vilket får hans pubishår att ramla av i duschen. Då han oroar sig för vad Daisy ska säga om hon vill ha sex, lyder Will ett dåligt råd från Simon och stjäl en peruk från äldreboendet. Efter en trevlig middagsdate försöker en lätt berusad Daisy ha sex med Will, men efter att ha hittat peruken i hans byxor tror hon att Will inte har pubishår eftersom han inte kommit i puberteten än, och alltså är för ung för sex. Nästa dag försöker Will förklara sanningen, men hon är för generad och skäms lite över att prata med honom. Jay blir uttråkad av att jobba på äldreboendet, och går in på ett rum för att onanera till en bild på en ung kvinna i bikini. Han ejakulerar precis när den äldre kvinnan i rummet, som han inte märkt, vaknar och hälsar på honom. Hennes son kommer och skakar Jays hand, täcker Jays egen sperma. Som ett resultat blir alla fyra pojkarna avstängda från programmet, och får sedan en utskällning av Mr. Gilbert. |                |                                |               |                             |                |                                      |
| 12 | 6              | "Exam Time" "End of Term"      | Ben Palmer    | Damon Beesley & Iain Morris | 7 maj 2009     | 1.21                                 |
| Alla killarna står inför sina kommande tentor då det första året av "sixth grade" är till ända. Will pluggar hårt, och förlitar sig på energidryck och koffeinpiller för att hålla sig vaken under pluggandet. Simon ignorerar pluggandet totalt och hjälper istället Carli att plugga till hennes tenta, som ett ytterligare försök att försöka bli ihop med henne. Jay blir dumpad av sin första flickvän, Chloe. Neil förbereder sig inför tentan genom att spela Pro Evolution Soccer. När det är dags för tentamen är både Simon och Jay för distraherade för att göra något arbete. Neil glömmer sina idrottskläder, och måste därför utföra fysiska aktiviteter i kalsongerna. Will får problem med magen, då han har druckit alldeles för många energidrycker. Då han blir nekad av Mr. Gilbert att gå på toa, bajsar han på sig på sin plats. Han får då låna ett par sportbyxor från hittegodslådan. Gruppen träffas sedan på puben, och Will berättar för sina vänner vad som hänt, och blir full på öl för att glömma sin hemska dag. Under tiden dumpas Simon och Jay av sina respektive tjejer: Carli meddelar att hon är ihop med Tom igen, som även kommit med till puben, medan Chloe berättar för Jay att han är för känslig för henne. Pojkarna lämnar puben och Will oroar sig för att de andra studenterna ska komma ihåg vad som hänt nästa termin. |                |                                |               |                             |                |                                      |

### Säsong 3: 2010
| Avsnitt totalt | Avsnitt säsong | Titel                                   | Regisserad av              | Skriven av                 | Sändningsdatum    | Antal milj. tittare (Storbritannien) |
| --- | -------------- | --------------------------------------- | -------------------------- | -------------------------- | ----------------- | ------------------------------------ |
| 13 | 1              | "The Fashion Show"                      | Ben Palmer                 | Damon Beesley, Iain Morris | 13 september 2010 | 3.46                                 |
| Skolan anordnar en välgörenhetsgala med modevisning, som Carli organiserar. De samlar in pengar till en ny dialysmaskin till det lokala sjukhuset, eftersom patienten Alistair Scott återvänt till skolan nyligen. Simon hjälper till som modell på Carlis begäran, och fast Jay gör flera ansträngningar för att märkas, blir han inte vald till modell, till sin frustration. Mr. Gilbert tvingar Will att samla in pengar till evenemanget, trots att han inte stöder evenemanget alls. Will kommer heller inte överens med Alistair, och det uppstår en dispyt mellan dem. Charlotte, som nu går på universitet dyker upp vid evenemanget som "special guest model", och frågar i sista minuten om Will kan hjälpa henne, då hennes ursprungliga showkompis blivit för full. Will bestämmer sig för att hjälpa till. Jay blir ännu mer frustrerad när han får reda på att Will ska få vara modell. Simon hjälper Carli med finalnumret, då han ska gå modell i speedos, omedveten om att hans vänstra testikel hänger utanför, och visas för hela publiken. När Carli upptäcker detta, antar hon att det var ett avsiktligt skämt, och stormar iväg. Neil som har hjälpt till att klä på de manliga modellerna blir återigen offer för en berusad Mr Kennedy. |                |                                         |                            |                            |                   |                                      |
| 14 | 2              | "The Gig and the Girlfriend"            | Ben Palmer                 | Damon Beesley, Iain Morris | 20 september 2010 | 3.34                                 |
| I ett försök att få Tara, en attraktiv tjej i klassen under, intresserad, accepterar Simon att gå med henne på en konsert med rockbandet Failsafe, under vilken han kommer att ta med cannabis efter att Jay hävdat att han regelbundet röker tillsammans med en äldre vän. Jay hävdar sedan att hans langare har rest till Afghanistan för att skaffa mer droger, vilket gör Simon arg eftersom han vet att Jay ständigt ljuger. För att återfå Simons förtroende går Jay till Mark Donovan för att köpa marijuana, men Donovan ger honom te och hotar sedan Jay med stryk. Simon upptäcker senare att det är te, och blir då ännu mer irriterad på Jay. När gruppen kommer till konserten söker Jay och Neil i området efter en langare, och hittar en man som säljer lite cannabis som de börjar röka utanför klubben. Simon och Tara blir snabbt påverkade, och återvänder till konserten där Simon oavsiktligt skadar Tara i mosh pit, men de skrattar åt det och börjar sedan hångla, innan Tara spyr över bland annat deras skor och golvet. Efter kompistryck från Jay och Neil, som börjar överdosera sömntabletter och hostmedicin i ett försök att bli höga, äter Will så småningom cannabis. Han känner sig efteråt orolig och söker hjälp från Simon som avvisar honom till förmån för Tara, som fortfarande känner sig illamående. Will känner sig ännu mer otrygg, och går upp på scenen för att be om hjälp av publiken. En ambulans anländer till slut och eskorterar en rädd Will till sjukhus, medan Jay blir paranoid då han antar att ambulansen är en polisbil. |                |                                         |                            |                            |                   |                                      |
| 15 | 3              | "Will's Dilemma"                        | Ben Palmer                 | Damon Beesley, Iain Morris | 27 september 2010 | 3.57                                 |
| Neil fyller arton år, och får en motorcykel av sin mamma. Den kraschar Jay in i en vägg. Som present av sin far får Neil lov att ha fest, och får bjuda in tio vänner - trots att han inte har så många. Nästa dag ordnar Simon och hans nya flickvän en dubbeldate med Will och Taras vän Kerry. Även om han ogillar Kerry på grund av hennes tråkiga personlighet och för att hon är för lång, är han angelägen om att vara med henne, på grund av hennes förmodade vana att ge fellatio till sina tidigare dater. Jay och Neil följer med dem i hemlighet på sin dubbeldate, samtidigt som de ser Mr. Gilbert i en närliggande leksaksaffär. De ropar hans namn och springer innan han kan ta dem. De köper en bakrutedekal som säger "I love blowjobs", och sätter den i hemlighet på Simons Fiat Cinquecento. Taras pappa ser dekalen, och fattar direkt misstycke mot Simon. På Neils fest, till vilken Neil anländer sent, avskräcks Will av Kerrys underliga beteende, och kräver att hon lämnar honom ensam, vilket får henne att gråta och sprida lögner till de andra festdeltagarna. Will blir hemskickad från festen, och nästa dag i skolan ber Will om ursäkt till Neil för att han förstört hans födelsedag. Neil insisterar på att det festen fortfarande var bra efter att alla gått hem, då Kerry givit honom flera blowjobs. |                |                                         |                            |                            |                   |                                      |
| 16 | 4              | "The Trip to Warwick" "Trip to Warwick" | Ben Palmer                 | Damon Beesley, Iain Morris | 4 oktober 2010    | 3.62                                 |
| Efter att Simon och Tara hånglat blir Simon glad när Tara berättar för honom att hon älskar honom och är redo att ha sex med honom. De är båda oskulder och Simon föreslår att de kan ha sex i hans trädgård eller hans bil, men Tara avvisar båda platserna. Hon föreslår istället att de besöker Taras syster Sophie i Warwick och använder hennes studenthus som en plats att ha sex bekvämt och privat. När Simon diskuterar detta med de andra, bjuder de in sig till resan. Det irriterar Tara eftersom bilen är så trång och hon blir tvungen att sitta i mitten. Framme i Warwick blir Neil och Jay fulla då de spelar dryckesspel med Sophies rumskompis Joe och hans två vänner, som tycker att Will är världens tråkigaste. Oroligt att han ska få orgasm för tidigt testar han Jays tips att onanera lite innan, men får sedan tillfällig impotens när han och Tara försöker ha sex. Simon tappar humöret och börjar slå maniskt på sin penis. Tara blir skrämd av hans beteende och rusar till Sophie för hjälp. Neil kissar på sig i sömnen, och kissar även på Will och på hallgolvet. Jay som blivit jätteberusad närmar sig Sophie och hennes attraktiva nederländska rumskompis Heike och föreslår att de ska ha sex. Simon rusar ut i hallen med halvt erigerad penis, och märker att han står naken framför alla. Alla incidenter gör att killarna sparkas ut ur huset av en upprörd Sophie, och de tvingas sova i Simons bil. Under hemresan får Simon ett SMS från Tara där hon ber honom att aldrig kontakta henne igen. |                |                                         |                            |                            |                   |                                      |
| 17 | 5              | "Home Alone"                            | Ben Palmer                 | Damon Beesley, Iain Morris | 11 oktober 2010   | 3.72                                 |
| Wills mamma Polly åker iväg över helgen med en gammal högskolekompis, Fergus, som hon nyligen träffat på Facebook. Will är rädd för att vara ensam på natten, och frågar Simon om han vill sova över, men Simon kan inte, då han och hans pappa ska spela golf morgonen efter. Will frågar istället Neil, men inte Jay på grund av hans besatthet av Polly. Jay är irriterad över att han aldrig kan onanera hemma, då hans hund Benji tittar på honom hela tiden. Neil glömmer att låsa bakdörren till Wills hus, vilket Jay märker, och går rakt in i Wills hus. Eftersom Neil och Jay stökar ner i Wills hus, tvingar Will dem alla att gå. De tar en tur med Will i bilen, på en så kallad "pussy patrol", det slutar med att de kör runt kvarteret mycket långsamt och Jay kör ilsket över en ekorre. När de återvänder till huset väntar Simon på dem, eftersom bakdörren lämnats öppen av Neil. Jay använder Pollys kreditkort för att beställa öl. Under tiden de dricker öl vandaliserar Neil, Jay och Simon trädgården med Simons golfklubba, och Will kräver att de alla går. De vandaliserar en trädgård som Jay och Neil vandaliserat tidigare, och springer iväg när ägaren skäller ut dem och hotar att ringa till polisen. Nästa morgon är alla bakfulla, och Simon märker att han är över en timme sen till sin golfturnering. Mannen vars trädgård de vandaliserat knackar på dörren och försöker att komma in. Polly återvänder hem och mannen förklarar för henne vad pojkarna har gjort. Jay går in i rummet i tårar och förklarar att hans far hade tvingats avliva Benji eftersom Jay ljugit om att han inte varit rumsren. Det avslöjas också att Wills mamma till slut dumpades av Fergus eftersom han inte ville ha att göra med ett "problembarn". Jay och Neil vandaliserar en blomplantering vid en rondell där det står "WELCOME TO OUR VILLAGE", och ändrar om bokstäverna till "WE CUM TIT VILLAGE". Mr. Gilbert tror att Will vet vilka de skyldiga är, och är övertygad om att Will skulle skvallra om han visste.                                       |                |                                         |                            |                            |                   |                                      |
| 18 | 6              | "The Camping Trip" "Camping"            | Damon Beesley, Iain Morris | Damon Beesley, Iain Morris | 18 oktober 2010   | 3.70                                 |
| Simons föräldrar berättar att familjen måste flytta till Swansea om ett par veckor, för att Alans företag måste säga upp personal. Det gör Simon konfunderad, eftersom han inte kommer att träffa sina vänner, och inte heller Carli. Neil funderar över att han har gjort en äldre tjej, Karen, med barn. Grabbarna planerar en campingresa innan de går skilda vägar. Simon vill hellre använda tiden att försöka bekänna sin kärlek till Carli. Han ringer Will nästa natt medan han är berusad utanför Carli hus, och förbereder sig för att klättra in genom fönstret och ha sex med henne. Will rusar över och försöker stoppa Simon när han klättrar in i Carlis brors rum. I tron att det är Carli som ligger i sängen kramar Simon honom, vilket får honom att börja gråta och ropa på sin pappa, och Simon klättrar ut genom fönstret och springer iväg. Simon bestämmer sig för att följa med på campingresan när Carlis pappa förbjuder honom att gå nära deras hus igen. Will har organiserat campingresan noggrant, men de andra gör en röra av saker och börjar bränna Wills olika ägodelar, då de måste göra upp en eld, något som inte Will gillar. De spelar ett spel som går ut på att byta mobiltelefoner och skicka ett vulgärt sms till en av kontakterna. Efteråt spelar de Monopol. Jay använder Simons billjus så att de kan se ordentligt i mörkret, men glömmer att lägga i handbromsen, så bilen rullar rakt ner i sjön. Simon får ett utbrott, men lugnar sig snart när de ger honom en öl, och medger att det ändå var en skräpbil. De får senare svar på de SMS som de tidigare skickat, där Neil upptäcker att han inte gjort Karen med barn, men sannolikt har klamydia. Simon får svar på det sex-SMS som Jay skickat till Carli, och vägrar att avslöja innehållet, men han ler över innehållet. Strax efter att de har lagt sig i sovsäckarna i tältet spyr Neil efter att ha ätit många råa korvar, och den avskyvärda lukten gör att Simon och Jay även de kräks i tältet. Avsnittet slutar med att killarna inte har något annat val än att gå hem. |                |                                         |                            |                            |                   |                                      |